# Caput mortuum
Caput mortuum (lateinisch für „Totenkopf“), auch Colcothar bzw. Kolkothar oder Morellensalz, ist ein aus Pyrit durch Abrösten des Schwefels gewonnenes mineralisches Pigment aus Eisen(III)-oxid. Seine Farbe ist ein violettstichiges Rot.

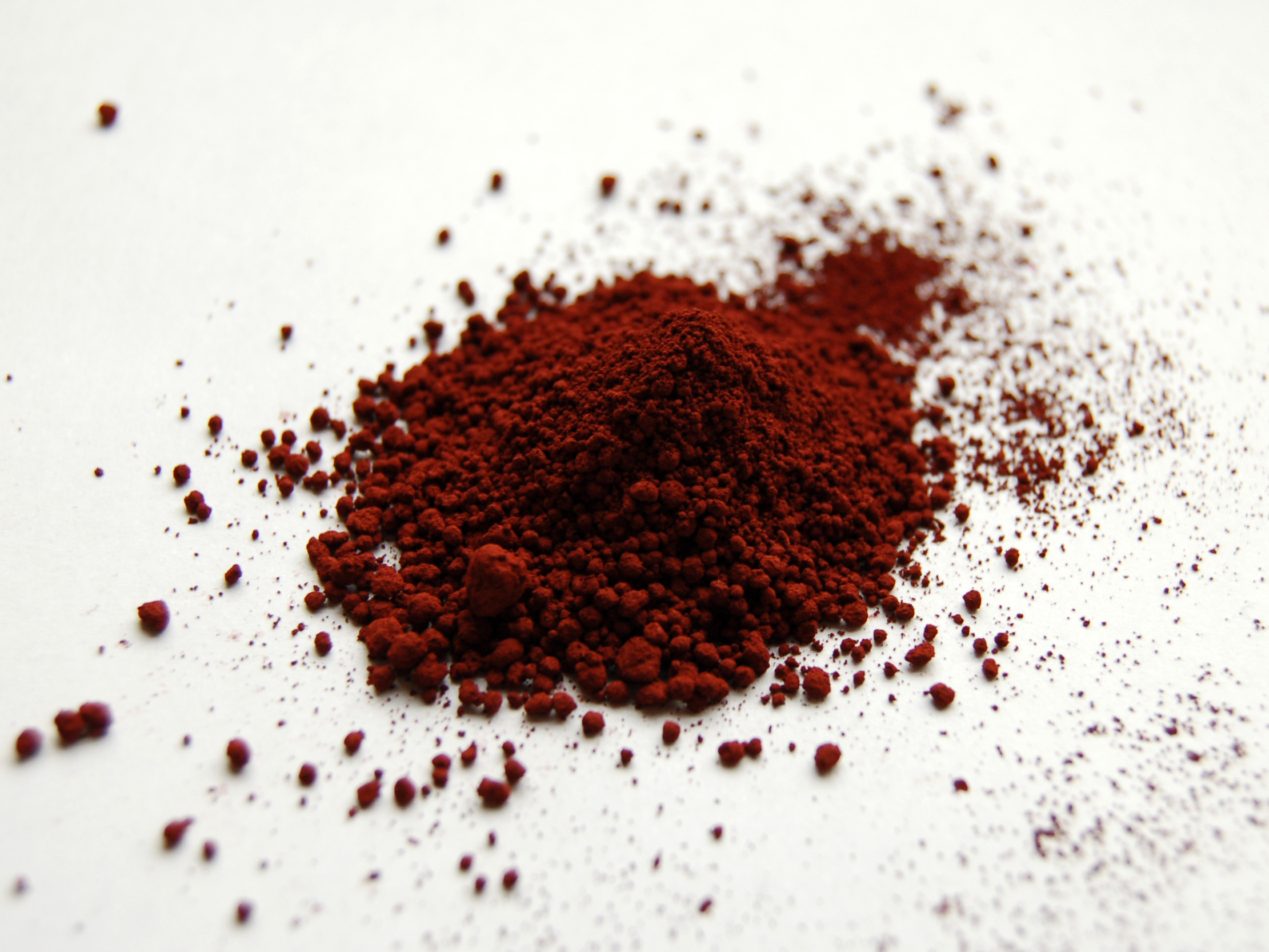
Das bläulich-violette Eisen(III)-oxid als Pulver

## Etymologie
Beim Bemühen der Alchimisten des 15. Jahrhunderts um die Herstellung von „rauchender“ Schwefelsäure fiel beim Abrösten von Pyrit bei sehr hohen Temperaturen ein in getrocknetem Zustand feines bläulich-violettes Pulver als Nebenprodukt an. Die Alchimisten bezeichneten es dem Sprachgebrauch ihres Berufsstandes folgend als caput mortuum, also „Totenkopf“ im Sinne von „wertloses Zeug“.
In einer anderen Lesart leitet sich der Name direkt vom Totenkopf ab: Angeblich ist es die Farbe des geronnenen Blutes an den Schnittstellen der Köpfe Enthaupteter.
Ein zweiter Name dieses Pigments ist Colcothar oder Kolkothar. Man dachte dabei an die biblische Schädelstätte Golgatha, die auf Hebräisch eigentlich golgota heißt, und stellte eine Verbindung zwischen Schädelstätte und „Totenkopf“ her.
Die Herleitung des dritten Namens Morellensalz nimmt sich dagegen simpel aus: Morellen sind die blauroten Sauerkirschen, deren Farbe dem Caput mortuum ähnelt.